# کریستن ویسه
کریستن ویسه (انگلیسی: Christen Wiese; ۲۲ اوت ۱۸۷۶ – ۳۱ مارس ۱۹۶۸) قایقران قایق بادبانی اهل نروژ بود.